# SN 2007kr
SN 2007kr – supernowa typu Ia/c-? odkryta 14 września 2007 roku w galaktyce A002527-0050. W momencie odkrycia miała maksymalną jasność 22,00m.